# Middernachtzon

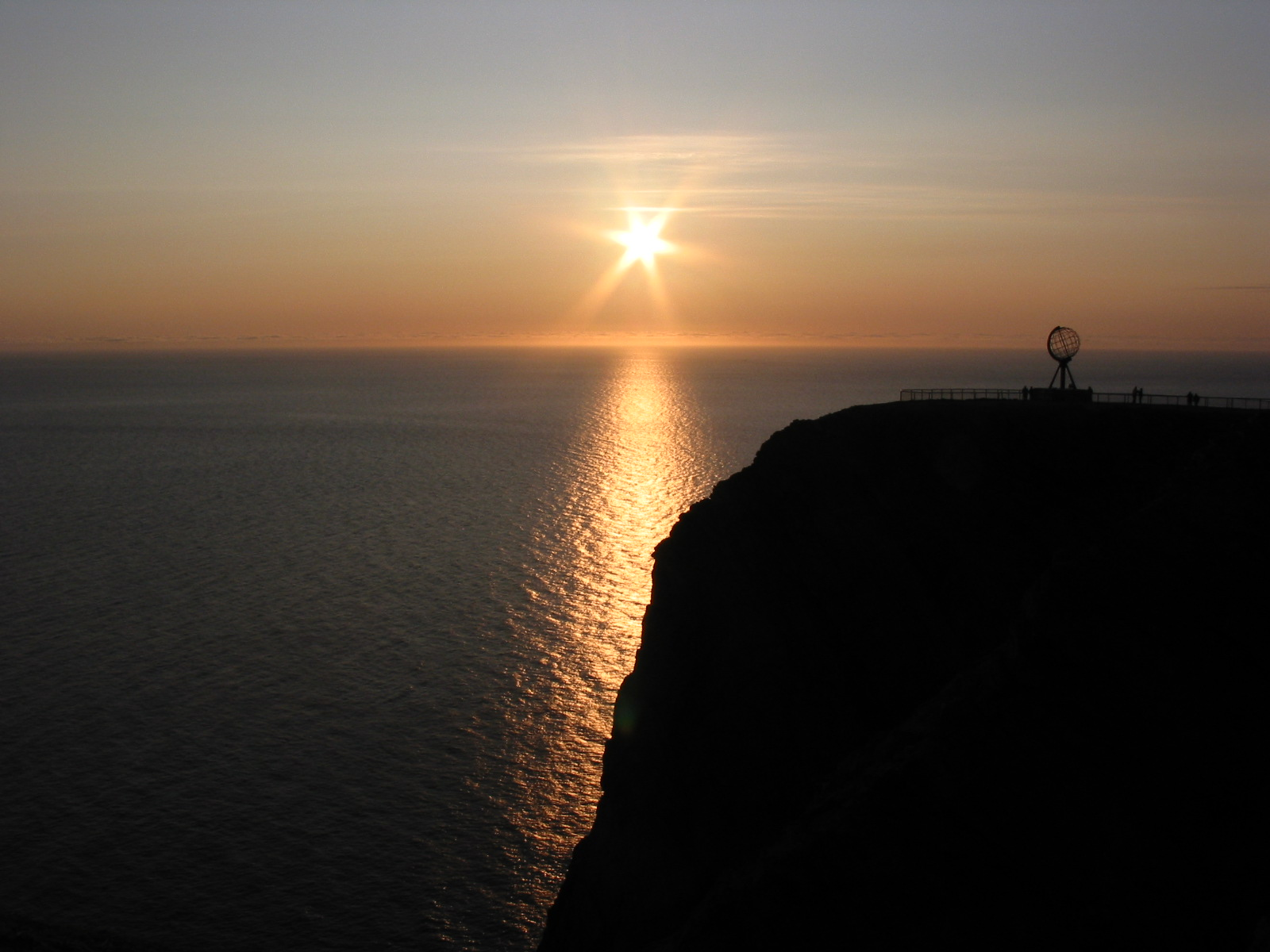
De middernachtzon op de Noordkaap, Noorwegen

De middernachtzon of pooldag is het meteorlogische verschijnsel waarbij de zon gedurende het hele etmaal niet onder de horizon komt.
Dit verschijnsel doet zich alleen voor ten noorden van de noordpoolcirkel waar onder andere Alaska en het noorden van Canada, Rusland en van de Scandinavische landen Noorwegen, Zweden en Finland liggen, of ten zuiden van de zuidpoolcirkel, waar Antarctica ligt. 
Een pooldag duurt minimaal 24 uur (bij de poolcirkels) tot een half jaar op de geografische Noord- en Zuidpool zelf. Op de noordpool duurt de pooldag van de lente-equinox (maart) tot de herfst-equinox (September), op de zuidpool valt de pooldag in de andere helft van het jaar.